# Carl Hederstierna (statssekreterare)
Carl Hederstierna, född 16 maj 1764, död 14 juli 1825 var en svensk vice landshövding.

## Bana
Hederstierna blev extraordinarie kanslist i krigsexpeditionen 1780, kopist 4 december 1781, kanslist 13 april 1790, härold vid Svärdsorden 1791, protokollssekreterare 11 juni 1792, arkivarie vid Kungl. Maj:ts Orden 24 november 1800 och expeditionssekreterare i krigsexpeditionen 26 maj 1801. Han blev kammarjunkare 9 december 1802 och erhöll avsked från arkivarietjänsten 19 november 1806.
Hederstierna blev  vice landshövding i Kronobergs län under Mörners tjänstledighet 8 september 1807 och 17 maj 1814.

## Utmärkelser
Hederstjerna blev riddare av Nordstjärneorden 19 november 1806.
Han tillerkändes statssekreterares namn, heder och värdighet 29 juni 1809.

## Familj
Carl Hederstierna var son till landshövdingen Salomon Hederstierna.
Han gifte sig med Agneta Charlotta Berg von Linde, dotter till majoren Henrik Volter Berg von Linde och Maria Lovisa von Otter.